# Comuna Črna na Koroškem
Črna na Koroškem (Občina Črna na Koroškem) este o comună din Slovenia, cu o populație de 3.616 locuitori (2002).

## Localități
Bistra, Črna na Koroškem, Javorje, Jazbina, Koprivna, Ludranski Vrh, Podpeca, Topla, Žerjav